# Аркозанти
Аркозанти или Аркосанти (англ. Arcosanti) — экспериментальный город, постройка которого началась в 1970 году в центральной Аризоне, в 110 километрах северней Финикса, на высоте 1130 метров. Архитектор Паоло Солери использовал аркологию (смесь архитектуры и экологии) и основал город для демонстрации того, как можно минимизировать разрушительный эффект людей на природу.

## Общие сведения

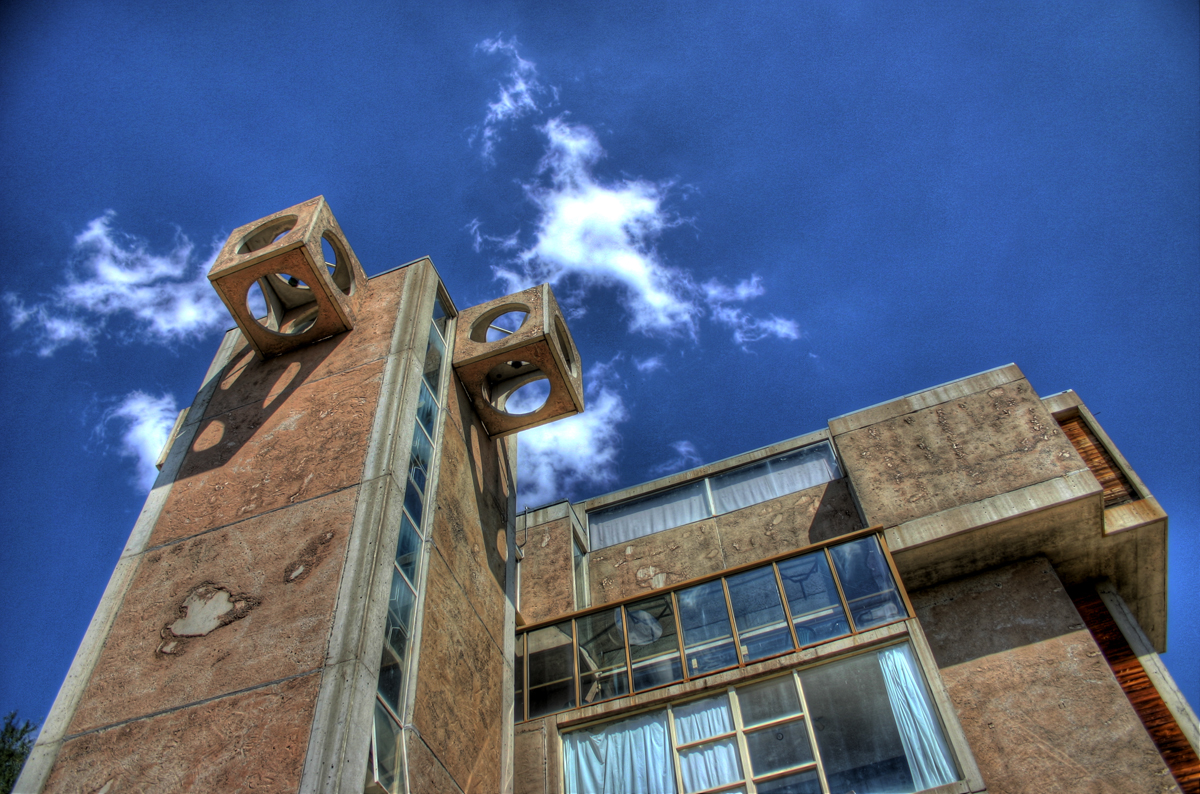
Центр для гостей города

В 1956 году Паоло и Колли Солери купили территорию, на которой будет построен Аркозанти. Проект города разработан в 1969 году, постройка началась в 1970 году.
Цель Аркозанти — исследование концепта аркологии, которая соединяет архитектуру и экологию. Город стремится соединить в себе основное городское сообщение и в то же время остаться частью природы, используя минимальные ресурсы. Для этого строится экспериментальный город площадью 25 акров (0,1 км2) на территории 4060 акров (16 км2).
Несмотря на то, что строительство началось в 1970 году, город всё ещё продолжает развиваться. Население города варьируется между 50 и 150 человек — студентами и волонтёрами, хотя изначально рассчитывалось, что в городе будут жить 5000 человек. Сейчас в городе насчитывается 13 главных зданий, в несколько этажей высотой, но в генеральном плане есть пункт о массивном комплексе Аркозанти 5000, который будет существенно выделяться.

## Интересные факты
Футуристическая архитектура Аркозанти стала местом съёмок американского научно-фантастического фильма «Сумерки» (1988 год), рассказывающего о планете, где ночь наступает раз в тысячелетие.